# Risoluzioni di Suffolk
Le risoluzioni di Suffolk (in italiano Suffolk Resolves) furono una dichiarazione fatta il 9 settembre 1774 dai leader della Contea di Suffolk, Massachusetts. Essa respingeva il "Massachusetts Government Act" e portò a un boicottaggio delle merci importate dalla Gran Bretagna, a meno che non venissero revocati gli Intolerable Acts. Le risoluzioni furono riconosciute dallo statista Edmund Burke come un importante sviluppo nell'animosità coloniale che portò all'adozione della Dichiarazione di Indipendenza degli Stati Uniti dal Regno di Gran Bretagna nel 1776. Burke sollecitò alla conciliazione con la madre patria, ma con scarso effetto. Il Primo congresso continentale approvò le risoluzioni il 17 settembre 1774  e approvò la Continental Association, con tematiche simili, il 20 ottobre 1774.

## Contenuto
Tra il 26 e il 27 agosto 1774, i Comitati di corrispondenza delle contee di Suffolk, Middlesex, Essex e Worcester si riunirono nella Faneuil Hall di Boston per opporsi al recente "Massachusetts Government Act". Questa legge limitava i diritti dei cittadini del Massachusetts revocando importanti disposizioni dello Statuto provinciale del 1691. La convenzione invitò tutte le contee del Massachusetts a chiudere i tribunali, piuttosto che sottomettersi a questa misura oppressiva. La contea di Berkshire aveva già aderito, e entro la prima settimana di ottobre, sette delle nove contee continentali interne del Massachusetts avevano seguito il suo esempio.
Mentre ogni contea chiudeva i propri tribunali, emetteva una serie di risoluzioni per spiegare le proprie azioni. Sebbene tutte le risoluzioni avessero tono e portata simili, quella redatta dai patrioti di Suffolk ricevette più attenzione per due motivi: era meglio scritta e fu formalmente approvata dal Primo Congresso Continentale. Suffolk, che includeva la città di Boston, era l'unica contea in cui i tribunali rimanevano nominalmente aperti, sotto la protezione di tutte le truppe britanniche.
Il 6 settembre 1774, durante la Convenzione dei Comitati di Corrispondenza della Contea di Suffolk, Joseph Warren presentò la prima bozza delle Risoluzioni di Suffolk. Queste furono successivamente modificate e approvate tre giorni dopo presso la Daniel Vose House a Milton, Massachusetts. All'epoca, Milton faceva parte della Contea di Suffolk, mentre oggi si trova nella Contea di Norfolk. La Convenzione che adottò le Risoluzioni si riunì inizialmente presso la Woodward Tavern di Dedham, oggi sede del Registro delle Imprese della Contea di Norfolk.
Similmente alle risoluzioni delle altre contee, il documento di Suffolk condannava gli Atti Intollerabili, o Atti Coercitivi, recentemente approvati dal Parlamento britannico. Più specificatamente, le Risoluzioni stabilivano quanto segue:
- boicottare le importazioni britanniche, limitare le esportazioni e rifiutarsi di utilizzare prodotti britannici;
- disobbedire al Massachusetts Government Act o al Boston Port Bill;
- chiedere le dimissioni di coloro nominati a posizioni sotto il Massachusetts Government Act;
- rifiutarsi di pagare le tasse fino all'abrogazione del Massachusetts Government Act;
- sostenere un governo coloniale in Massachusetts libero dall'autorità reale fino all'abrogazione degli Atti Intollerabili;
- sollecitare le colonie a formare milizie composte dalla propria gente.

Paul Revere consegnò una copia delle Risoluzioni al Primo Congresso Continentale a Filadelfia, Pennsylvania, dove fu approvata il 17 settembre come segno di solidarietà coloniale. In risposta, John Adams commentò nel suo diario:
L'approvazione delle Risoluzioni di Suffolk, e con essa della ribellione che aveva influenzato il Massachusetts, alterò radicalmente gli equilibri politici al Congresso Continentale. Questo evento aprì la strada a misure ancora più radicali, come la "Continental Association", un accordo generale di non importazione adottato dal Primo Congresso Continentale un mese dopo, il 20 ottobre 1774.
In precedenza, gli accordi di non importazione erano limitati a singole località, ma la Continental Association si applicava a tutte le colonie ribelli. Per far rispettare questo accordo vennero istituiti i "Comitati di sicurezza" (o "Comitati di corrispondenza"), che di fatto diedero vita a un'infrastruttura rivoluzionaria simile a quella dei "Sons of Liberty" durante i primi giorni della resistenza.
Diverse contee in altre colonie adottarono dichiarazioni di lamentele contro la Gran Bretagna prima della Dichiarazione di Indipendenza, tra cui le Risoluzioni di Mecklenburg e le Risoluzioni di Tryon nel 1775 e almeno altri 90 documenti a favore dell'indipendenza nella primavera del 1776. Tuttavia, le risoluzioni delle Convenzioni della Contea del Massachusetts nell'agosto-ottobre 1774 furono le prime a promuovere una mancata osservanza generalizzata dell'autorità governativa britannica.